# Kristín Eiríksdóttir
Kristín Eiríksdóttir (født 3. november 1981) er en islandsk digter og forfatter, der har skrevet romaner, noveller, digtsamlinger og skuespil. Hun debuterede i 2004 med romanen Kjötbærinn. I 2017 vandt hun Den islandske litteraturpris for romanen Elin, diverse, der i 2019 var nomineret til Nordisk Råds Litteraturpris.

## Værker oversat til dansk
- Elin, diverse (2019)[3][4]
- Det hudfarvede øde (2008)